# (36242) 1999 VX71
(36242) 1999 VX71 est un astéroïde de la ceinture principale d'astéroïdes découvert en 1999.

## Description
(36242) 1999 VX71 a été découvert le 5 novembre 1999 à la station de Xinglong, dans la province chinoise d'Hebei (Chine), par le Beijing Schmidt CCD Asteroid Program.

### Caractéristiques orbitales
L'orbite de cet astéroïde est caractérisée par un demi-grand axe de 3,3 ua, un périhélie de 2,88 ua, une excentricité de 0,05 et une inclinaison de 9,40° par rapport à l'écliptique. Du fait de ces caractéristiques, à savoir un demi-grand axe compris entre 2 et 3,2 ua et un périhélie supérieur à 1,666 ua, il est classé, selon la JPL Small-Body Database, comme objet de la ceinture principale d'astéroïdes.

### Caractéristiques physiques
(36242) 1999 VX71 a une magnitude absolue (H) de 13,5 et un albédo estimé à 0,148.